# Кандиоло
Кандиоло (итал. Candiolo) је насеље у Италији у округу Торино, региону Пијемонт.
Према процени из 2011. у насељу је живело 5452 становника. Насеље се налази на надморској висини од 240 м.

## Становништво
| 1936. | 1951. | 1961. | 1971. | 1981. | 1991. | 2001. | 2011. |
| ----- | ----- | ----- | ----- | ----- | ----- | ----- | ----- |
| 1.343 | 1.664 | 1.908 | 2.781 | 3.391 | 4.417 | 5.113 | 5.566 |